# Plectromacronema subfuscum
Plectromacronema subfuscum är en nattsländeart som först beskrevs av Banks 1920.  Plectromacronema subfuscum ingår i släktet Plectromacronema och familjen ryssjenattsländor. Inga underarter finns listade i Catalogue of Life.